# Институт медицинских исследований Общества Макса Планка
Институт медицинских исследований Общества Макса Планка (нем. Das Max-Planck-Institut für medizinische Forschung, MPIMF) — медицинский научно-исследовательский институт под эгидой Общества Макса Планка (MPG), расположенный в Хайдельберге, Германия.
Целый ряд нобелевских лауреатов сотрудничал с институтом с момента его основания:
- Отто Мейергоф (физиология / медицина, 1922)
- Рихард Кун (химия, 1938)
- Вальтер Боте (физика, 1954)
- Рудольф Людвиг Мёссбауэр (физика, 1961)
- Андре Львов (физиология / медицина, 1965)
- Берт Закман (физиология / медицина, 1991)
- Штефан Хелль (химия, 2014).

## История
Институт начал свою работу в 1930 году под руководством Лудольфа фон Креля как «Институт медицинских исследований Общества кайзера Вильгельма» (нем. Das Kaiser-Wilhelm-Institut für medizinische Forschung), и включал в себя отделения химии, физиологии и биофизики. Целью его исследований стало применение методов физики и химии в фундаментальных медицинских исследованиях — например, радиотерапии для лечения рака.
В 1948 году институт стал частью Общества Макса Планка.
В 1960-х было основано отделение молекулярной биологии. С конца 1980-х начались исследования специфических функций мускульных и нервных клеток. Новые отделения были учреждены для исследований в таких областях как физиология клетки (1989-2008), молекулярная цитология (1992-1999), молекулярная нейробиология (1995), биомедицинская оптика (1999) и биомолекулярные механизмы (2002). Также появились независимые исследовательские группы по структурам ионных каналов (1997-2003) и биологии развития (1999-2005).

## Структура
На сегодняшний день в институте действуют следующие отделения и группы:
Отделения
- Биомолекулярные механизмы — Ильме Шлихтинг[нем.]
- Клеточная биофизика — Йоахим Шпатц[нем.]
- Химическая биология — Кай Йонссон
- Оптическая наноскопия — Штефан Хелль

Группы
- Анаммокс-биохимия
- Компьютерная фотобиология
- Молекулярная нейробиология
- Вирусы-протисты
- Трансляционная медицина
- Синтез протеинов
- Инъекции рентген-лазером (XFEL)

## Исследовательская школа
MPIMF совместно с институтом ядерной физики Общества Макса Планка, Гейдельбергским университетом, Немецким центром исследования рака и Центром по изучению тяжёлых ионов имени Гельмгольца в Дармштадте патронирует «Международную исследовательскую школу квантовой динамики в физике, химии и биологии Общества Макса Планка» (англ. International Max Planck Research School for Quantum Dynamics in Physics, Chemistry and Biology, IMPRS-QD).